# Bildnis eines jungen Mannes (Rembrandt)
Das Bildnis eines jungen Mannes oder Bildnis eines jungen Herren ist ein Ölgemälde des niederländischen Malers Rembrandt van Rijn. Das Werk erschien erst 2016 auf dem Kunstmarkt und wurde vom Londoner Auktionshaus Christie’s Rembrandts Umkreis zugeschrieben. Bei der Versteigerung im Dezember 2016 erlöste es 137.000 britische Pfund. 2018 trat der niederländische Kunsthändler Jan Six mit der Aussage an die Öffentlichkeit, bei dem Gemälde handele es sich um ein Werk Rembrandts. Damit ist es das erste völlig unbekannte Gemälde Rembrandts, das seit 1974 auf dem Kunstmarkt aufgetaucht ist.
Das Gemälde ist als Hochformat auf Leinwand ausgeführt und kann wegen der besonderen Art des Spitzenkragens, der nur kurze Zeit in Mode war, auf etwa 1634 datiert werden. Nach einer Analyse von Grundierung und Maltechnik sowie dem Vergleich mit seinen anderen Porträts aus dieser Zeit kann das Bild zuverlässig Rembrandt zugeschrieben werden. Möglicherweise ist es das Fragment eines ursprünglich wesentlich größeren Doppel- oder Familienporträts.

## Beschreibung
Das Gemälde zeigt die Halbfigur eines halb nach rechts gewandten Mannes von etwa 25 Jahren vor einem graublauen Vorhang. Er hat seinen Kopf nach rechts gedreht, so dass er den Betrachter fast frontal anschaut. Seine rotblonden, leicht gewellten Haare fallen fast bis auf die Schultern herab und bilden auf der Stirn einen französischen Pony, der bis auf einen Fingerbreit über den Augen hinabreicht. Die Haare sind oben und seitlich leicht angedrückt, als habe er gerade einen Hut abgenommen. Er ist glatt rasiert und hat braune Augen. Der Mann trägt einen schwarzen Anzug, der ihn als verheiratet ausweist, und darüber einen samtenen schwarzen Umhang. Sein rechter Arm ist durch seinen Umhang verborgen, der linke ragt darunter hervor und die Hand ruht auf seinem Bauch. Der Arm ist von einem weißen Hemdärmel mit einer Manschette aus mehrlagiger Spitze bedeckt. An der Hand trägt er einen hellen Glacéhandschuh mit umgeschlagenen Stulpen, dessen Fingerspitzen so wirken, als habe der Besitzer gerade zum Ausziehen des Handschuhs an ihnen gezupft. Der weiße Kragen des Mannes ist ungewöhnlich breit und aus aufwendig gearbeiteter Klöppelspitze gefertigt, wie sie um 1635 in Frankreich, England und in modebewussten Kreisen der holländischen Oberschicht getragen wurde. Die dritte Spitzenklappe von links ist leicht umgeschlagen und vermittelt so den Eindruck von Räumlichkeit. Der Kragen ist mit Kordeln geschlossen, die herabhängen und in ebenfalls aus Spitze bestehenden Quasten enden.
Der graublaue Hintergrund ist leicht gewellt dargestellt und lässt so einen Vorhang erkennen. Am rechten unteren Bildrand befindet sich ein Tisch, der mit einer gelb und rot gefärbten Tischdecke oder einem gemusterten Teppich bedeckt ist. Darauf ist ein schwarzes Objekt mit runden Konturen sichtbar, bei dem es sich um ein Teil eines dunklen Kleidungsstücks handeln könnte.

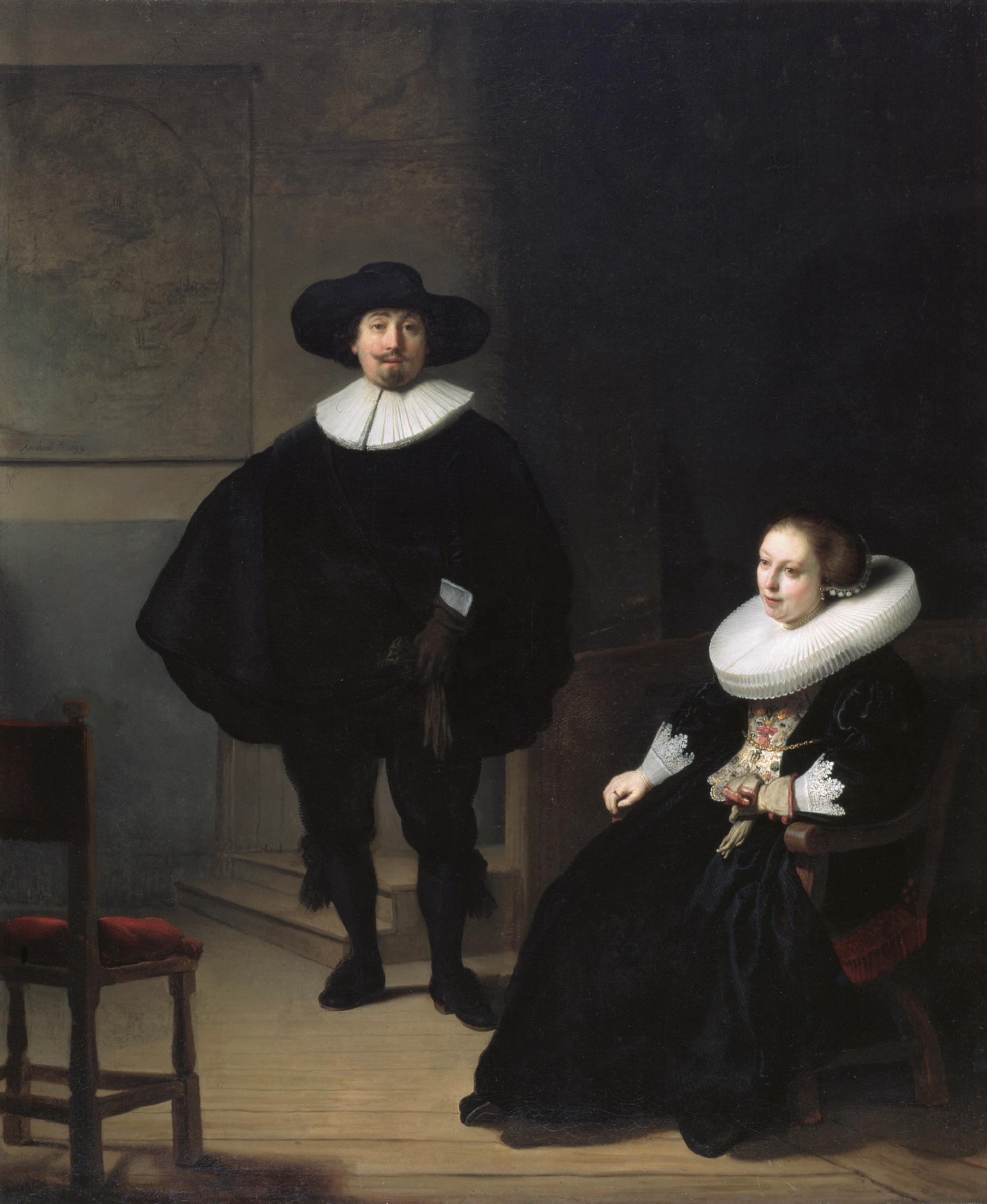
Porträt eines Ehepaars, 1632/33, Öl auf Leinwand, 132,2 × 109,5 cm, Isabella Stewart Gardner Museum, Boston, USA (verschollen)

Das Gemälde hat das Format 94,5 × 73,5 cm und ist mit Ölfarbe auf Leinwand gemalt. Die Unterlage besteht aus zwei zusammengenähten Stücken. Das obere hat das Format 91,7 bis 89,5 × 73,5 cm und das untere 3,0 bis 4,3 × 73,5 cm, so dass die Naht von links nach rechts leicht ansteigt. Das Gemälde wurde wiederholt doubliert. Gegenwärtig ist es auf modernes Leinen aufgezogen, das an allen vier Seiten vortritt, aber vom Rahmen verdeckt ist. Auf der Rückseite ist ein ungefähr 7 × 35 cm messendes Stück Leinwand von einer alten Doublierung auf die Querstrebe des Keilrahmens geklebt, auf der in fast formatfüllenden Lettern Rembrandt steht. Dabei handelt es sich wahrscheinlich um eine Aufschrift der Rückseite des Gemäldes von unbestimmtem Alter. Der Keilrahmen stammt aus dem 19. Jahrhundert und weist an allen Seiten eine Reihe von Nagellöchern auf. Die Farbschicht ist als Folge mehrerer Doublierungen stellenweise dünner geworden. Die Entfernung von altem Firnis hat zu einer leichten Nivellierung der Oberfläche geführt. Dennoch ist die originale Struktur der Farboberfläche Jan Six zufolge im Schräglicht noch deutlich zu erkennen. Das Gemälde trägt weder Signatur noch Datierung.
Ernst van de Wetering vertrat die Auffassung, das Porträt könne das erhaltene Fragment eines ursprünglich deutlich größeren Doppel- oder Familienporträts sein. Einige große Arbeiten Rembrandts sind nur als Fragmente überliefert, so die Anatomie des Dr. Tulp und die Die Verschwörung der Bataver unter Claudius Civilis. Rembrandt und Saskia im Gleichnis vom verlorenen Sohn stellt wahrscheinlich weniger als die Hälfte des Originals dar, und sogar Die Nachtwache wurde an allen Seiten beschnitten.
Van de Wetering stützt seine Annahme zunächst auf die geringe Breite des Leinwandstreifens am Unterrand. Einen derart schmalen Streifen anzunähen wäre atypisch für Rembrandt und die Materialverwendung in seiner Werkstatt. Er schlug vor, bei dem Gemälde könne es sich im ursprünglichen Zustand um ein Doppel- oder Familienporträt gehandelt haben, auf dem rechts neben dem Mann eine sitzende Frau abgebildet war. Ausgehend von dem Maß einer Amsterdamer Elle von 68,8 cm Länge käme man van de Wetering zufolge auf eine Höhe von 206,4 cm und eine Breite von 240,8 cm. Gemälde dieser Größe waren auch für Rembrandt besondere Aufträge, sie kamen aber wiederholt vor. Beispiele sind das seit dem Kunstraub von Boston verschollene Porträt eines Ehepaars und die 2016 aus der Sammlung Éric de Rothschilds für 160 Millionen Euro an Frankreich und die Niederlande verkauften Porträts von Marten Soolmans und Oppjen Coppit.

Unvollständig überlieferte Werke Rembrandts
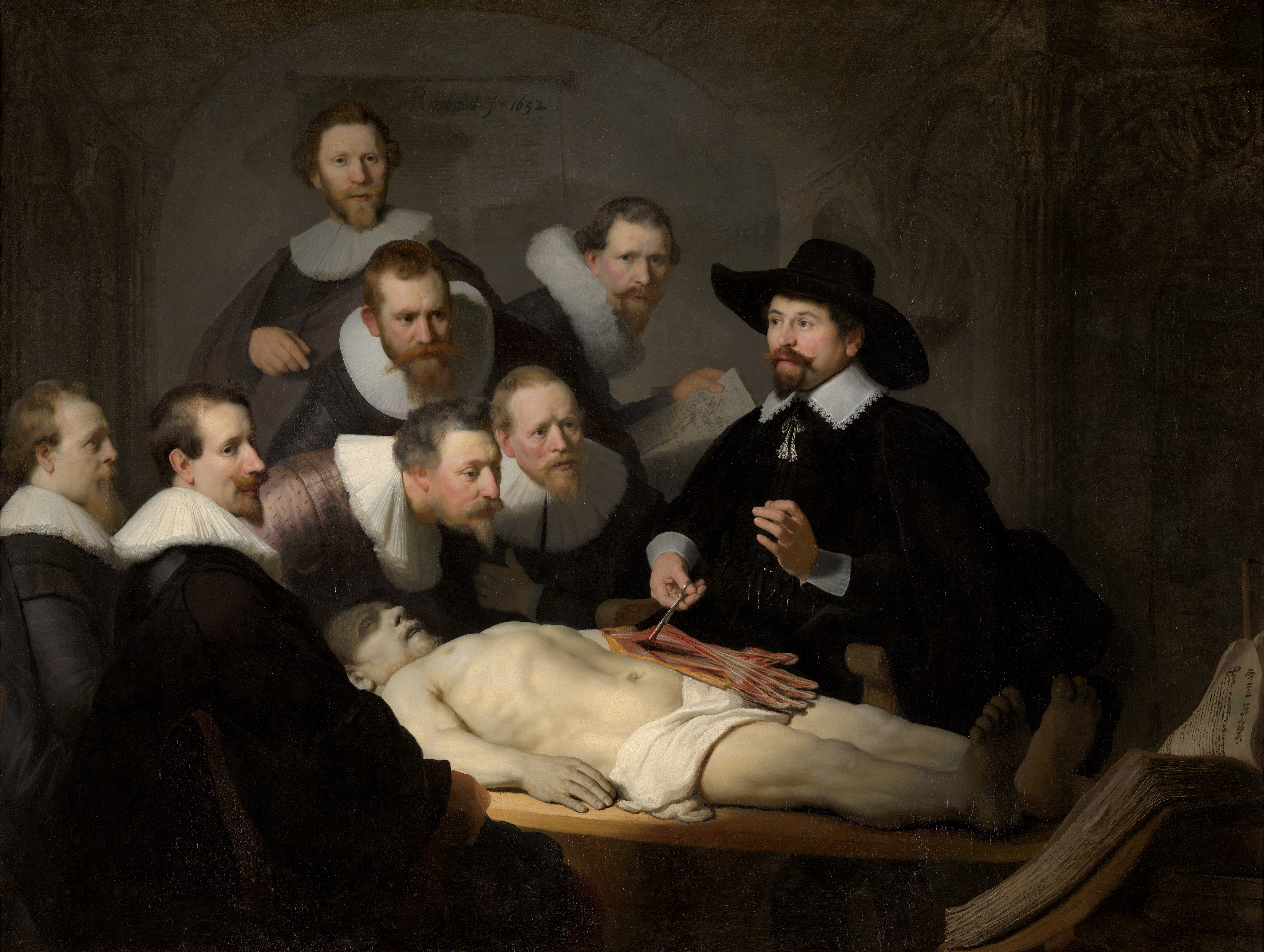
Die Anatomie des Dr. Tulp, 1632, Öl auf Leinwand, 169,5 × 162,5 cm, Mauritshuis, Den Haag, Niederlande
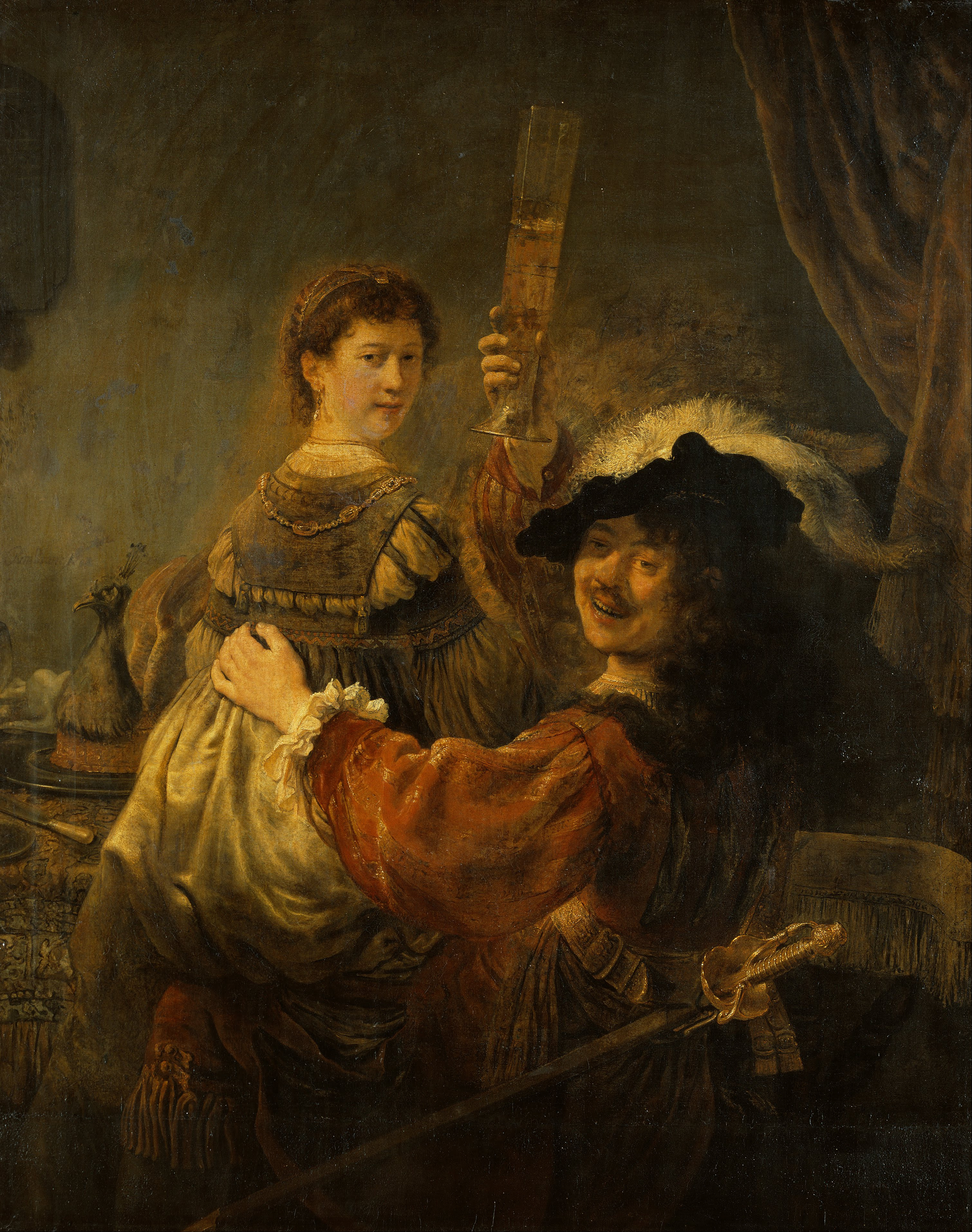
Rembrandt und Saskia im Gleichnis vom verlorenen Sohn, ca. 1635, Öl auf Leinwand, 161 × 131 cm, Gemäldegalerie Alte Meister, Dresden
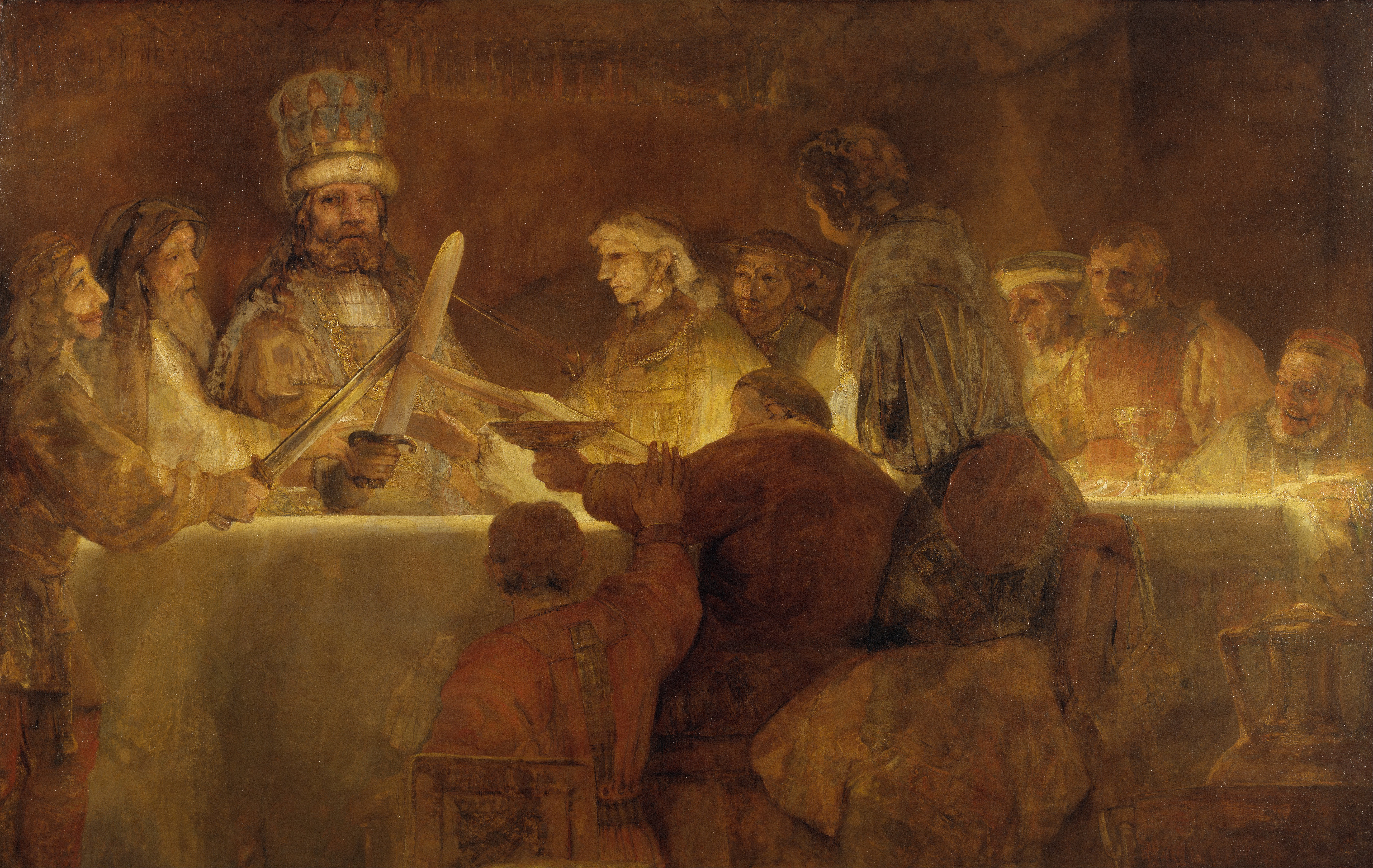
Die Verschwörung der Bataver unter Claudius Civilis, ca. 1661–1662, Öl auf Leinwand, 196 × 309 cm, Schwedisches Nationalmuseum, Stockholm, Schweden
Die Nachtwache, 1642, Öl auf Leinwand, 363 × 438 cm, Rijksmuseum Amsterdam, Niederlande

## Hintergrund

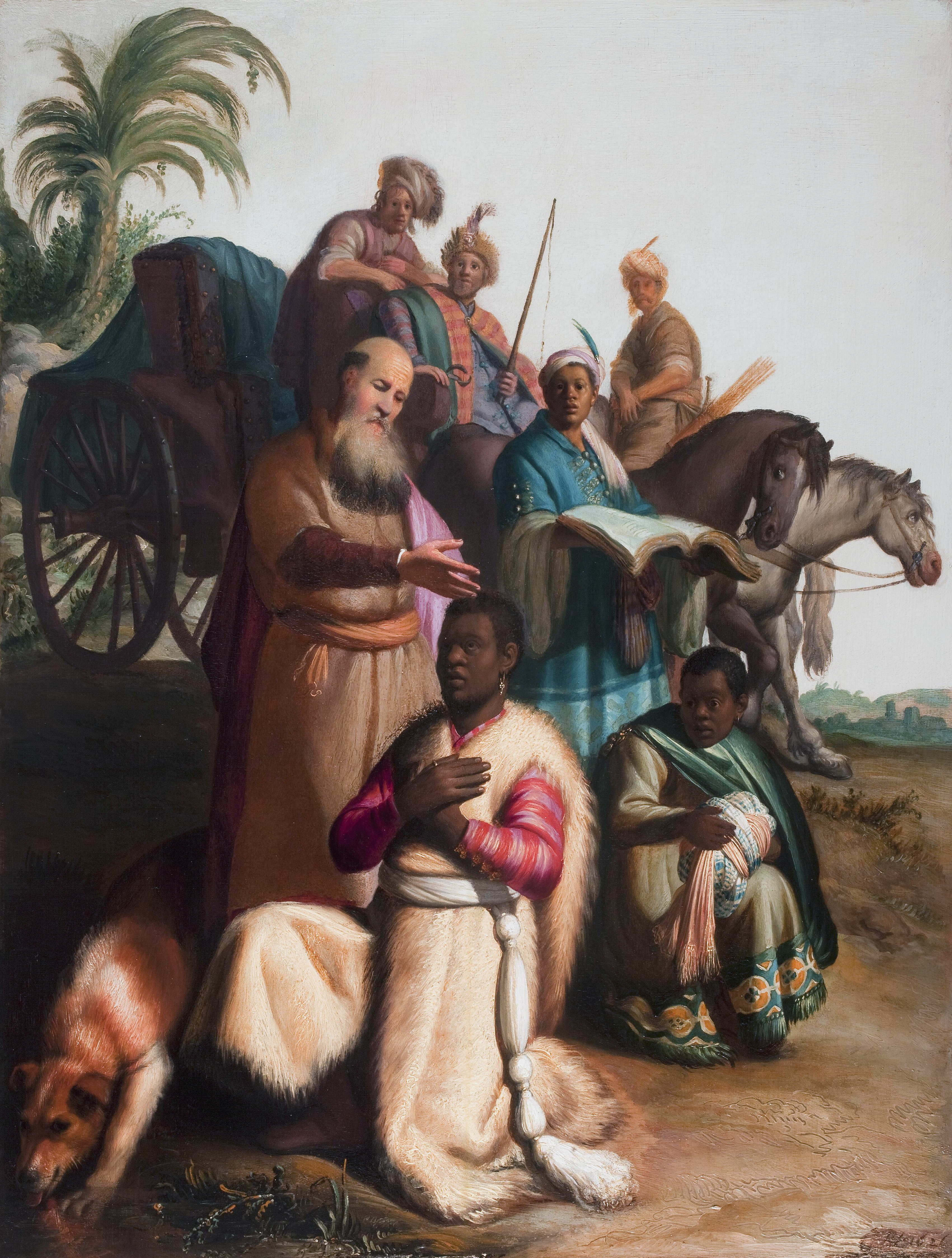
Die Taufe des Kämmerers, 1626, Öl auf Holz, 63,5 × 48 cm, Museum Catharijneconvent, Utrecht

1631 endete Rembrandts Leidener Periode mit seinem Umzug nach Amsterdam. Dort wurde er bald in der Werkstatt von Hendrick van Uylenburgh beschäftigt, den er schon vor seinem Umzug gekannt hatte, und den er mit einem Darlehen von 1000 Gulden unterstützte. Zuletzt war Rembrandt Werkstattleiter, und er lebte bis 1635 als Kostgänger im Haus van Uylenburghs. Im Frühsommer 1634 heiratete Rembrandt Saskia van Uylenburgh, Hendricks Nichte. Für Rembrandt waren die 1630er Jahre eine Zeit größter Produktivität, und in den Jahren 1634 und 1635 entstanden zahlreiche Porträts.
Nach Angaben des Rembrandt-Forschers Ernst van de Wetering wird auf lange Sicht nur alle 20 Jahre ein bis dahin völlig unbekanntes Werk von Rembrandt entdeckt. Das geschah 1974 mit der Taufe des Kämmerers aus dem Jahr 1626, die im Wohnzimmer einer älteren Dame in Nijmegen hing. Von dem im Jahr 2007 in England entdeckten Lachenden Rembrandt war die Existenz durch einen historischen Druck belegt, und zu dem 2015 in New Jersey, USA versteigerten ohnmächtigen Patienten waren schon drei der fünf Bilder des Zyklus bekannt. Die Entdeckung eines unbekannten Werks von Rembrandt ist daher von großer Bedeutung.

## Entdeckung und Kauf durch Jan Six
Das Gemälde wurde Anfang 2015 von einem Mitglied der Familie Neave bei dem Londoner Auktionshaus Christie’s eingeliefert. Zu diesem Zeitpunkt wurde es noch, vermutlich aufgrund von Informationen aus der Familie des Einlieferers, als ein Werk Ferdinand Bols angesehen. Diese Zuschreibung wurde rasch verworfen und Christie’s schrieb das Gemälde Rembrandts Umkreis zu. Von dem ursprünglich geplanten Verkauf im Juli 2015 wurde Abstand genommen, das Gemälde wurde auf seinen Zustand untersucht und einer Restaurierung unterzogen. Dabei wurde am oberen Rand eine mutmaßlich spätere Ergänzung entfernt.
Im Dezember 2016 wurde das Gemälde von Christie’s auf seiner Auktion Alter Meister versteigert. Im Auktionskatalog war versehentlich ein Foto abgebildet, das das Gemälde im Zustand seiner Einlieferung zeigte. Tatsächlich befand sich das Gemälde, nunmehr verkleinert, in einem breiten geschnitzten und vergoldeten Rahmen. Auch das angegebene Maß entsprach mit 101 × 74,3 cm dem Zustand vor der Entfernung der Ergänzung. Die Losbeschreibung lautete: Los 122. Umkreis von Rembrandt Harmensz. van Rijn (Leiden 1606–1669 Amsterdam). Porträt eines Herren, halblang, in einem schwarzen Samtumhang und mit weißem Spitzenkragen und -ärmeln (englisch Lot 122. Circle of Rembrandt Harmensz. van Rijn (Leiden 1606–1669 Amsterdam). Portrait of a gentleman, half-length, in a black velvet cloak and white lace collar and cuffs). Als wahrscheinliche Provenienz waren der erste oder zweite Baronet Neave of Dagnam Park angegeben, der gegenwärtige Besitzer habe das Gemälde geerbt. Der Schätzpreis wurde mit 15.000 bis 20.000 britischen Pfund angegeben.
Der niederländische Kunsthistoriker und Kunsthändler Jan Six gewann bei der Lektüre des Katalogs den Eindruck, bei dem Gemälde könne es sich um ein Gemälde Rembrandts handeln. Dazu trug bei, dass die Auktionsbeschreibung so nicht zutreffen konnte. Jan Six zufolge konnte das Gemälde aufgrund der typischen Ausführung des Spitzenkragens auf etwa 1634 datiert werden. Zu diesem Zeitpunkt hatte der gerade nach Amsterdam gekommene Rembrandt aber noch keinen „Umkreis“. Six beriet sich mit dem niederländischen Kunsthistoriker und derzeit führenden Rembrandt-Experten Ernst van de Wetering, der eine vorsichtig positive Einschätzung abgab, aber nach einem Digitalfoto keine Zuschreibung vornehmen wollte.
Jan Six begab sich zur Vorbesichtigung nach London, wo er das Gemälde am Oberrand verkleinert und in einem mehr als 15 Zentimeter breiten, goldfarbenen Profilrahmen vorfand. Er fertigte zahlreiche Detailaufnahmen an und stellte Ähnlichkeiten des Porträts mit dem Porträt des Philips Lucasz. und dem Porträt des Marten Soolmans fest. Er begab sich in die National Gallery, um die Fotos mit dem dort ausgestellten Porträt des Philips Lucasz. zu vergleichen. Die Ähnlichkeiten des Porträts mit diesem und weiteren sicher Rembrandt zugeschriebenen Gemälden und weitere Gespräche mit van de Wetering bestärkten Six in der Überzeugung, dass das Porträt von Rembrandt stammt.
Six setzte sich mit einem Geschäftspartner als potentiellem Investor in Verbindung und schaffte die Voraussetzungen, das Gemälde zu einem sehr hohen Preis zu ersteigern. Durch einen Mittelsmann bot Six auf der Auktion am 9. Dezember 2016 mit. Der Zuschlag erfolgte für 137.000 Pfund (einschließlich Aufgeld, entsprechend etwa 156.000 Euro).

## Datierung und Zuschreibung an Rembrandt
Der porträtierte Mann lässt sich durch seine aufwendige Kleidung zuverlässig als verheiratetes Mitglied der städtischen Oberschicht erkennen. Der aufwendige Spitzenkragen, die ebensolchen Manschetten und die hochwertigen Handschuhe weisen ihn als wohlhabend und als sehr modebewusst aus. Derart aufwendige Spitze war vorrangig in Frankreich, Italien und England verbreitet, in Holland war sie sehr ungewöhnlich. Es muss ein Mann mit internationalen Beziehungen oder jemand mit ausgeprägter Kenntnis internationaler Mode sein. Da die abgebildete Ausführung der Spitzenkragen nur kurze Zeit in Mode war, lässt sich das Gemälde zuverlässig auf etwa 1633 bis 1635 datieren. Wenn man die Zuschreibung an Rembrandt akzeptiert, muss es sich bei dem Mann um einen Amsterdamer Bürger handeln, da Rembrandt seit 1631 in Amsterdam lebte und arbeitete.
Nach der Übernahme des gekauften Porträts durch Jan Six erfolgte im Rahmen der Restaurierung des Gemäldes eine eingehende Untersuchung, einschließlich der Analyse von Proben der Farbe und der Grundierung. Die Grundierung besteht aus zwei Schichten, zuerst ein rötlicher Grund aus Erde oder rotem Ocker, und darauf eine zweite Schicht aus Bleiweiß mit Spuren von Farbe. Auf diesen doppelten Grund wurde die Farbe aufgetragen. Diese Art der Grundierung entspricht den Grundierungen anderer Gemälde Rembrandts aus dem Jahr 1634. In Bezug auf das verwendete Material, die Malweise und den Bildaufbau entspricht das Bildnis eines jungen Mannes weitgehend Rembrandts Porträt des Marten Soolmans. Ein besonders starkes Indiz ist die Art, in der bei beiden Porträts der Spitzenkragen gemalt wurde. Rembrandt malte nicht weiß auf den schwarzen Hintergrund, sondern in Schwarz auf den flächig weiß vorgemalten Kragen.

## Restaurierungen

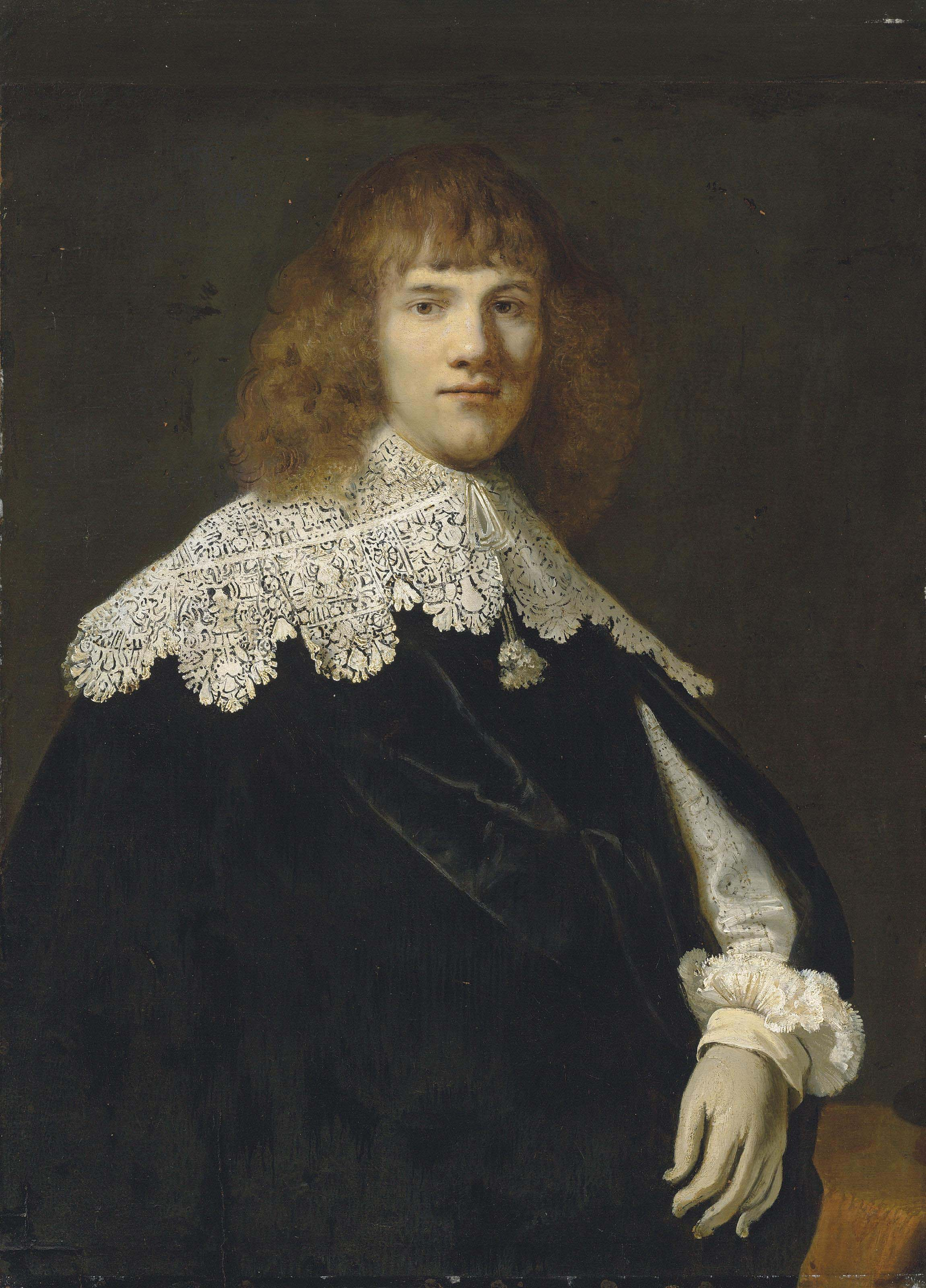
Zustand 2015, zur Einlieferung bei Christie’s, 101 × 74,3 cm

Als das Porträt 2015 bei Christie’s eingeliefert wurde, befand es sich nicht im originalen Zustand. An der Oberkante war ein Streifen angefügt worden, der das Format auf 101 × 74,3 cm vergrößerte. Großflächige Übermalungen des Hintergrunds und des schwarzen Mantels und zahlreiche kleinere Übermalungen veränderten den Eindruck des Gemäldes deutlich. Das Auktionshaus beauftragte einen Restaurator mit der Überarbeitung des Gemäldes. Dabei wurde der nach Ansicht der Restauratoren aus dem 19. Jahrhundert stammende Streifen am Oberrand entfernt und fortgeworfen. Die Übermalung, mit der die Naht zwischen Original und Ergänzung kaschiert war, wurde entfernt. Zudem wurde das Gemälde neu doubliert. Ein Streifen der alten, von einer früheren Doublierung stammenden Leinwand trug rückseitig den Schriftzug Rembrandt und wurde auf der Rückseite des Gemäldes auf der Querstrebe des Keilrahmens befestigt. Ein Restaurierungsbericht wurde nicht erstellt oder zurückgehalten.
Am 23. November 2016, nach der Restaurierung in ihrem Auftrag, erstellte Christie’s einen Zustandsbericht für das Gemälde. Dabei wurde die Farbschicht als stabil bezeichnet, das Gemälde sei trotz einiger Übermalungen und einer unebenen Schicht Firnis in einem guten Erhaltungszustand. Die Leinwand sei kürzlich doubliert worden und daher gut gespannt und stabil. Im unteren linken Viertel befanden sich zwei reparierte Risse und es scheint, als seien die ursprünglich zum Fixieren am Rahmen umgeschlagenen Ränder nunmehr ausgeklappt und Teil der Bildfläche. Infolge zurückliegender Doublierungen sei die Textur des Farbauftrags verringert, die dunklen Farbschichten seien durch natürliche Alterung stellenweise transparent geworden und es gibt Hinweise auf Farbabrieb, allerdings ohne erkennbaren Verlust von Bilddetails. Der geschnitzte und vergoldete Rahmen weise Abnutzungen an der Vergoldung auf, befinde sich aber insgesamt in einem guten Zustand.
Sofort nach dem Eintreffen des Porträts in Amsterdam übergab Jan Six das Bild dem Ehepaar Laurent Sozzani und Eneida Parreira. Sozzani war von 1990 bis 2012 als leitender Restaurator im Rijksmuseum Amsterdam beschäftigt. Seither arbeitet das Paar als selbständige Restauratoren in Amsterdam. Für Jan Six haben sie bereits die aufwendige Restaurierung des Porträts einer Frau, möglicherweise Anna Wijmer durchgeführt. Die Restauratoren stellten fest, dass der graue Hintergrund vollständig übermalt war. Nach dem Entfernen des Firnis war erkennbar, dass die graue Farbe der Übermalung an vielen Stellen in Risse und Unebenheiten der originalen Farbschicht eingelaufen war. An allen Rändern befanden sich im Abstand von acht Zentimeter kleine Nagellöcher. Offenbar war das Gemälde zu einem früheren Zeitpunkt direkt auf eine Unterlage genagelt worden. Links unten weist die Leinwand reparierte horizontale und vertikale Risse auf. Die Restauratoren äußerten die Vermutung, dass das Gemälde ursprünglich deutlich größer war und dass der Umfang seiner Verkleinerung durch eine Beschädigung unbekannter Art vorgegeben war. Sie entfernten die alten Übermalungen und trugen einen neuen Firnis auf.

## Rezeption
Jan Six veröffentlichte im Mai 2018 ein Taschenbuch mit einer Beschreibung des Gemäldes und der Umstände seiner Entdeckung, den Ergebnissen technischer Untersuchungen und einer kunsthistorischen Einordnung. Er selbst, Ernst van de Wetering und zahlreiche mit der Untersuchung und Restaurierung des Bildes befasste Fachleute zeigten sich von der Authentizität des Werks überzeugt. Van de Wetering nennt das Gemälde im Vorwort, ausgehend von dem Erhaltenen, eines der Meisterwerke der Porträtkunst Rembrandts. In einem Zeitungsinterview äußerte sich van de Wetering wenige Monate später zurückhaltender, das Gemälde sei nur eine Routinearbeit, die wenig Freude mache. Als das Fragment eines größeren Werks sei es ein merkwürdiges Ding, zwischen einem authentischen Rembrandt und etwas anderem.
Die Publikumspresse wurde erst zur Veröffentlichung des Buches durch Jan Six und den Verlag Prometheus informiert. Die Berichterstattung war nicht auf die Qualitäten des Werks, sondern auf die Umstände seiner Entdeckung fokussiert. Dennoch kamen auch eine Reihe von Kunsthistorikern zu Wort. Norbert Middelkoop, der Kurator des Amsterdam Museum, zeigte sich von der Authentizität des Porträts überzeugt. Sein Kollege David de Witt vom Museum Het Rembrandthuis in Amsterdam gab sich zurückhaltender und wies darauf hin, dass nun die Gelegenheit bestehe, das Bild in Ruhe zu begutachten.

## Provenienz

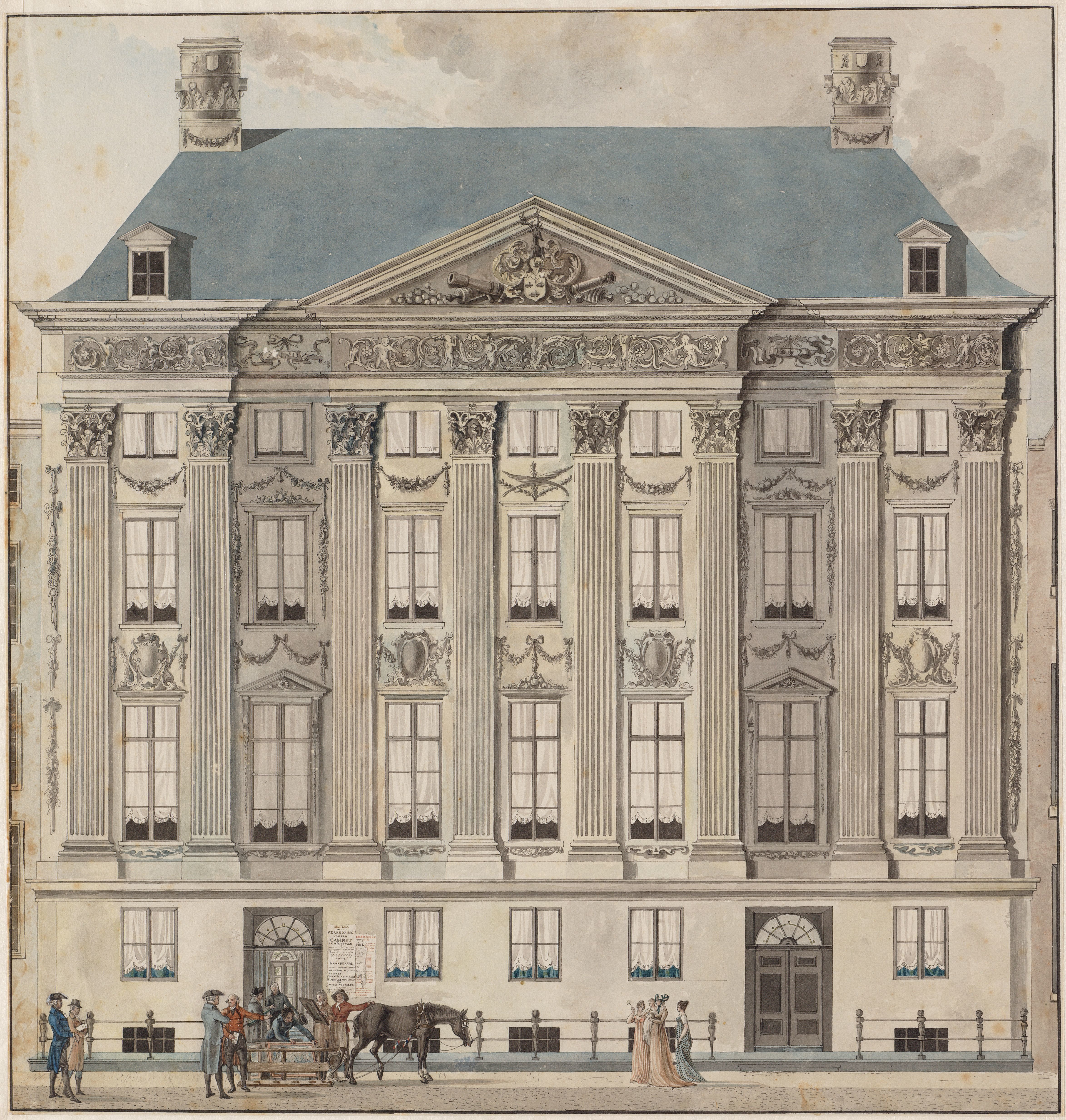
Giebelansicht des Trippenhuis, Reinier Vinkeles, 1803, Zeichnung, Stadtarchiv Amsterdam

Zur Geschichte des Porträts zwischen 1634 und dem frühen 19. Jahrhundert konnte nichts ermittelt werden. Es liegen aber starke Indizien dafür vor, dass das Porträt zur Sammlung von Jan Coenraad Pruyssenaar (1748–1814) gehörte. Pruyssenaar war im Zuckergeschäft zu Wohlstand gekommen und hatte eine bedeutende Kunstsammlung aufgebaut. Nach dem Einmarsch der Franzosen und der Gründung der Batavischen Republik geriet Pruyssenaar in finanzielle Schwierigkeiten und musste sich von seiner Gemäldesammlung trennen. Sie wurde am 27. Februar 1804 im Trippenhuis in Amsterdam versteigert. Zu den Auktionatoren gehörten neben dem Kunsthändler und späteren Museumsdirektor Cornelis Sebille Roos auch Pruyssenaars Sohn, der Zeichner und Kunsthändler Roelof Meurs Pruyssenaar. Das Bild rechts zeigt die Ansicht des Trippenhuis 1803, am linken Eingang werden gerade Gemälde angeliefert und rechts neben der Tür hängt ein Plakat, das Roos und Pruyssenaar als Kunsthändler aufführt.
Im Auktionskatalog war ein Gemälde aufgeführt, das als Porträt eines Mannes, Halbfigur, schwarz gekleidet mit einem Spitzenkragen, er hält die linke Hand, die mit einem Handschuh bedeckt ist, vor den Bauch dieses Stück ist meisterhaft und kräftig gemalt, und mit Rembrandt signiert (niederländisch Een Mans Pourtrait, ter halverlyf, gekleed in 't zwart en een kante kraag, hoodende de linkerhand, welke met een Handschoen bedekt is, op de Borst; det stuk is meesterlyk en krachtig gepenceeld, en getekend Rembrandt) beschrieben war. Im 1915 erschienenen Werkverzeichnis Rembrandts von Cornelis Hofstede de Groot ist das Gemälde mit der Nummer 809b aufgeführt: Ein Mann in schwarzer Kleidung mit Spitzenkragen hält die behandschuhte Linke auf der Brust. Halbfigur. — Meisterhaft und kräftig gemalt. Bezeichnet: Rembrandt. Offenbar hat Hofstede de Groot die alte Beschreibung aus dem Katalog übernommen. Das Gemälde wurde für nur sechs Gulden an einen „Gruiter“  verkauft, möglicherweise ein heute nicht mehr fassbarer Kunsthändler der Zeit. Der Preis erscheint außerordentlich niedrig. Das Bildnis eines Mannes, möglicherweise des Dichters Jan Harmensz. Krul wurde 1738 für 165 Gulden verkauft. Die Porträts von Maarten Soolmans und Oopjen Coppit wurden um 1799 von Pruyssenaar für 12.000 Gulden an Pieter van Winter verkauft und 1823 erzielte das Porträt des Nicolaes Ruts 4010 Gulden. Nach dem Verkauf des Bildnis eines jungen Mannes an „Gruiter“ ist der Verbleib nicht gesichert, wahrscheinlich gelangte das Bild in den Amsterdamer Kunsthandel.
Nach Angaben des Einlieferers bei Christie’s im Jahr 2015 wurde das Porträt von einem seiner Vorfahren erworben und befand sich seither im Besitz der Neave Baronets of Dagnam Park. Als Käufer kommt Richard Neave, 1. Baronet in Frage, der als Kaufmann zu Wohlstand gelangt war, zwei Jahre als Gouverneur der Bank of England diente und den Familiensitz Dagnam Park in Romford errichtete. Sein Sohn Thomas Neave, 2. Baronet (1761–1848) war wie sein Vater ein Kunstsammler und kommt ebenfalls als Käufer in Frage. Thomas Neave und dessen Sohn Digby Neave, 3. Baronet, waren Vorstandsmitglieder der British Institution, sie brachten auch Werke aus ihrem Besitz in die Ausstellungen ein. Im Juni 1864 wurde im Katalog einer Ausstellung als Nummer 24 ein Porträt eines Mannes, G. Flinck, Sir R. Digby Neave, Bart. (englisch Portrait of a Man, G. Flinck, Sir R. Digby Neave, Bart.) aufgeführt. Dabei könnte es sich um das Porträt eines jungen Mannes gehandelt haben, eine falsche Zuschreibung an Rembrandts Schüler Govaert Flinck ist für das unsignierte Porträt nachvollziehbar.
In den 1930er Jahren notierte der Kunsthistoriker William George Constable über einen Besuch im Dagnam Park: Im Esszimmer: Bol. Porträt eines jungen Mannes, 3/4 lang, leicht r(echts). Schwarzer Mantel, warme Schatten auf dem Kopf. Hand mit typischen eckigen Fingern (behandschuht), hält eine Mütze (englisch In the dining room: Bol. Portrait of Young Man., 3/4 length slightly r(ight). Black coat, warm shadows on head. Hand with square fingers typical (handgloved), holding cap). Es ist unklar, vorausgesetzt es handelt sich um dasselbe Gemälde, wer zwischen 1864 und 1930 die Zuschreibung von Flinck auf Ferdinand Bol geändert hat. Möglicherweise befand sich ein Schild mit dem Namen Bols auf dem Rahmen, wie es im 19. Jahrhundert auch in privaten Sammlungen üblich war. Die Familie Neave gab 1940 das Anwesen Dagnam Park auf und zog nach Wales. Der letzte Neave als Besitzer des Bildnis eines jungen Mannes war Paul Arundell Neave, 7. Baronet (* 1948). Das Porträt wurde als ein Werk Ferdinand Bols bei Christie’s eingeliefert. Der gegenwärtige Besitzer ist Jan Six, möglicherweise gemeinsam mit einem ungenannten Investor.

## Ausstellung
- Eremitage Amsterdam, Niederlande. 16. Mai bis 15. Juni 2018.[4]